# Exsul familia

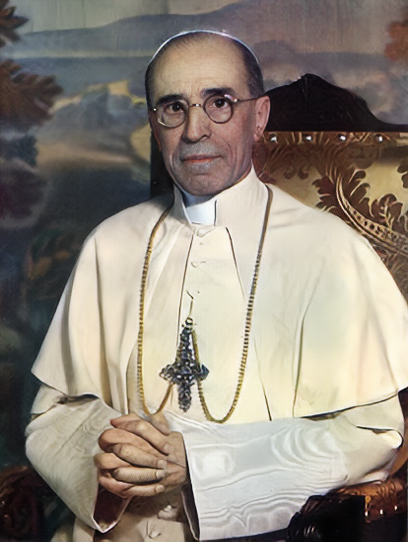
Papež Pius XII.

Exsul Familia je apoštolská konstituce papeže Pia XII. o migraci a povinnosti se o migranty postarat vyhlášená 1. srpna 1952. Název konstituce je odvozen od útěku svaté rodiny jako pravzoru každé rodiny na útěku.
Vydání konstituce, ve které papež žádá politiku otevřených dveří, předcházela migrace milionů lidí po 2. světové válce. Podle statistické ročenky Rady Evropy bylo v roce 1950 jenom v Evropě cca 11,8 milionů migrujících lidí, z toho 1,2 milionů cizinců. Úkolem všech lidí a obzvláště katolíků je rodinám migrantů pomáhat.